# Julie Prokopová-Škrabálková
Julie Prokopová-Škrabálková, též Julie Prokopová (18. dubna 1890 Jablonec nad Jizerou – 30. července 1966 České Budějovice), byla česká a československá politička Komunistické strany Československa a poúnorová poslankyně Národního shromáždění ČSR a ČSSR.

## Biografie
Narodila se v Jablonci nad Nisou v dělnické rodině. Brzy v mládí osiřela. Od svých 14 let pracovala v textilní továrně v Podkrkonoší a záhy začala agilně působit v ženské komisi sociální demokracie.
V roce 1919 byla zvolena krajskou organizační tajemnicí sociálně demokratické strany v Hořicích, později po změně sídla stranické krajské organizace v Hradci Králové. Při následném rozkolu v sociální demokracii se připojila k levicovému marxistickému křídlu. V roce 1921 se stala zakládající členkou KSČ. Od roku 1923 působila a žila v Praze, kde pracovala v komunistickém nakladatelství a jako funkcionářka okresu Smíchov. Později se stala členkou krajského vedení strany v Praze. Koncem 20. let podpořila v rámci KSČ bolševické křídlo. Roku 1930 byla vyslána na politickou školu do Moskvy. Po návratu ze Sovětského svazu působila v organizaci Rudá pomoc. Do roku 1938 zasedala v administraci několika komunistických periodik a byla vedoucí krajské organizace žen. Po ukončení komunistických periodik v roce 1938 působila až do roku 1940 v redaci nástupnického listu Kytice.
Patřila k hlavním organizátorkám komunistických žen v dobách stávek a protidrahotních bouří. V politickém a veřejném životě vystupovala pouze pod jménem Prokopová, což bylo její jméno za svobodna. Tato praxe ji několikrát ochránila před vězením v době mezi válkami, neboť v dokladech měla příjmení Škrabálková. Byla rozvedená a měla jednu dceru. V letech 1939–1945 žila u své sestry v Praze. Za okupace byla dvakrát zatčena gestapem, pomáhala vězněným komunistům a distribuovala ilegální komunistický tisk.
Po osvobození se naplno vrátila do politického života. Stala se vedoucí komise žen na ústředním sekretariátu KSČ. Po roce 1945 také spoluzakládala střechovou organizaci Rada československých žen. Na ustavující valné hromadě v červnu 1946 byla zvolena její místopředsedkyní (předsedkyní se stala Milada Horáková). V té době byla předsedkyní Ústřední komise žen KSČ.
Ve volbách roku 1948 byla zvolena do Národního shromáždění za KSČ ve volebním kraji České Budějovice. Mandát opětovně získala ve volbách v roce 1954, volbách v roce 1960 (nyní již jako poslankyně Národního shromáždění ČSSR za Jihočeský kraj) a ve volbách v roce 1964. V Národním shromáždění zasedala až do své smrti roku 1966. Místo ní pak nastoupil Jaroslav Kalkus.
K roku 1954 se profesně uvádí jako předsedkyně Krajského výboru Národní fronty a Krajského výboru Obránců míru.
VIII. sjezd KSČ ji zvolil členkou Ústředního výboru Komunistické strany Československa. IX. sjezd KSČ, X. sjezd KSČ a XI. sjezd KSČ ji potvrdil ve funkci. XII. sjezd KSČ ji zvolil členkou Ústřední kontrolní a revizní komise KSČ. Od roku 1964 byla vedoucí tajemnici Krajského výboru Národní fronty v Českých Budějovicích. V roce 1955 jí byl udělen Řád republiky.